# CopperCube
CopperCube ist eine kostenfrei nutzbare Spiel-Engine mit grafischem Editor zur Erstellung von interaktiver 3D-Software, -Visualisierungen und -Spielen und wird von der österreichischen Firma Ambiera entwickelt und vertrieben. Zielgruppe sind insbesondere Nutzer mit wenig oder keinen Programmierkenntnissen, da per Drag and Drop auch komplexere Applikationen erstellt werden können.
CopperCube ist der Nachfolger von irrEdit und stammt von Nikolaus Gebhardt, dem Entwickler der Grafik-Engine Irrlicht und Sound-Bibliothek IrrKlang. Die Software kommt insbesondere zu Lernzwecken, zur Erstellung von Spiel-Prototypen und für wissenschaftliche Anwendungen zum Einsatz.

## Funktionen
CopperCube ist eine 3D-Spiel-Engine mit integrierter Entwicklungsumgebung. 3D-Anwendungen und Spiele können ohne Quellcode schreiben zu müssen für Windows, macOS, WebGL und Android erstellt werden. In anderer 3D-Software erstellte Szenen und Objekte können in CopperCube importiert und zu einer vollwertigen Anwendung ausgebaut werden. CopperCube bietet einen Gelände-Editor, statische und dynamische Beleuchtung, Echtzeitrendering für Wasseroberflächen, eine Physik-Engine, grafische Nachbearbeitung, Unterstützung von Scripting (JavaScript), integrierte künstliche Intelligenz für NPC und eine Integration von Steam-Funktionen wie dem Ingame-Overlay und Errungenschaften. Als Grafik-Engine kommt Irrlicht zum Einsatz.
Der Editor läuft nativ unter Windows und macOS und erstellt interaktive 3D-Simulationen und Applikationen für Windows, macOS, Android und als in Webseiten eingebettete Programme via WebGL. Seit Version 4.5 wird auch die Erstellung von Virtual-Reality-Inhalten unterstützt.

## Geschäftsmodell
CopperCube ist in einer umfangreichen, kostenfreien Variante verfügbar sowie als kostenpflichtige Versionen Pro und Studio mit erweitertem Funktionsumfang. Die einmaligen Gebühren für die lizenzpflichtigen Versionen finanzieren die Entwicklung der Software. Der Hersteller erhebt keine weiteren Gebühren oder Anteile an Einnahmen kommerziell veröffentlichter Spiele. CopperCube wurde nach einer erfolgreichen Greenlight-Kampagne neben der firmeneigenen Website auch auf der Spieleplattform Steam veröffentlicht.

## Anwendung

### Spiele
Laut Autor Gebhard erfreue sich CopperCube in der Szene der Indie-Spielentwickler gewisser Beliebtheit und werde dank seiner einfachen Bedienbarkeit auch von „ein paar größeren Fischen“, also professionellen Entwicklerstudios, zur schnellen Erstellung von Spiel-Prototypen und Demoversionen eingesetzt. Das vom Hersteller betriebene Internetforum wird aktiv von der Nutzergemeinde zum Austausch von Erfahrungen und Entwicklungen mit CopperCube genutzt. Nachfolgend eine Auswahl an Spielen unterschiedlicher Genres, die mit CopperCube entwickelt und kommerziell veröffentlicht wurden.
- Cetetorius (VI.SH Games, 2019), ein von Minecraft inspiriertes Action-Adventure[8]
- Coppercraft (SAMGames, 2021), ein Minecraft-Klon[9]
- Grandma (Uneasy Games, 2017), ein Horrorspiel[10]
- Painted Legend (One Guy Studio, 2016), ein Action-Adventure mit handgemalten Grafiken[11]
- Painted Legend 2 (One Guy Studio, 2020), Nachfolger[11]
- Post Collapse (Ambiera, 2016), ein postapokalyptisches Survivalspiel[12]
- Super Galaxy Guardian Luna (Krazy Keet Games, 2017), ein Third-Person-Shooter[13]

### Wissenschaft
Im Rahmen mehrerer wissenschaftlicher Veröffentlichungen wurde auf CopperCube als schnell einsatzbereite interaktive 3D-Engine zurückgegriffen. Dabei spielte insbesondere die Unterstützung von WebGL eine wichtige Rolle. Darunter ein 2013 veröffentlichtes Paper zur Präsentation dreidimensionaler virtuell-begehbarer Architektur auf Basis von WebGL sowie zu Visualisierungszwecken in Geoinformationswesen und der Fotogrammetrie. In einer Veröffentlichung von 2012 wurde ein Serious Game zu Lehrzwecken im Bereich der Paläontologie und Geologie entwickelt.

## Vergleich mit anderen Engines
In einem 2017 veröffentlichten Vergleich von Spielentwicklungs-Systemen, die wenig Programmierkenntnisse voraussetzen, schnitt CopperCube überdurchschnittlich ab und erhielt in den Kategorien „Kommerzielles Potenzial“, „Benutzbarkeit“, „Audio und Grafik“, „Unterstützung“ sowie in der Gesamtwertung 4 von 5 Punkten. Einzige größere Hürde für angehende Spielentwickler sei der Aufwand zur Erstellung eigener 3D-Modelle, was jedoch unabhängig von der gewählten Entwicklungsumgebung sei. Der Autor resümiert: „Mit CopperCube erhalten Sie einen großartigen Terrain-Editor und eine Oberfläche, die einfach genug ist, um auch Anfängern den Einstieg zu ermöglichen. Es ist ebenfalls perfekt geeignet für erstaunliche Spiele für mobile Systeme.“ Entgegengestellt wurde CopperCube unter anderen den Produkten GameMaker Studio und RPGMaker.
In einem weiteren Vergleich von 14 Spiel-Engines für Anfänger werden die einfache Bedienbarkeit, der visuelle Editor, der Terrain-Editor, die VR-Unterstützung sowie die Exportmöglichkeiten auf verschiedene Plattformen hervorgehoben. Nachteile von CopperCube seien veraltete Grafik, fehlende Möglichkeiten zur Portierung auf Spielkonsolen und vergleichsweise wenig Schritt-für-Schritt Anleitungen. „Obwohl [CopperCube] nicht gerade leistungsstark ist, bietet es interessante Unterstützung, wie die Möglichkeit, VR-Spiele für die Oculus Rift zu exportieren.“, so die Autoren. Besonders geeignet sei die Engine für 3D-Survivalspiele und 3D-Mehrspieler-Jump-’n’-Runs. Zu den Konkurrenzprodukten im Vergleich gehörten Unity, Unreal Engine und Construct 2.